# گارل
گارل (به آلمانی: Garrel) یک شهر در آلمان است که در Cloppenburg واقع شده‌است. گارل  ۱۲٬۷۵۳ نفر جمعیت دارد.

## خواهرخوانده
شهر Bléré خواهرخواندهٔ گارل هست.